# Panthéon des personnalités canadiennes des Affaires
Le Panthéon des hommes d'affaires canadiens souligne les réalisations remarquables des chefs d’entreprise canadiens les plus renommés, passés et présents.

## Membres
Seuls figurent ici les membres élus par le comité officiel. L'année d'intronisation est à la suite du nom.
- Job Abbott, 1984.
- W. Maxwell "Max" Aitken, 1988.
- Charles Allard, 1995.
- Israel H. Asper, 1997.
- Joseph E. Atkinson, 1993.
- A. Charles Baillie, 2007.
- St. Clair Balfour, 2005.
- Irving K. Barber, 2003.
- James Balsillie, 2009.
- John W.H. Bassett, 2003.
- Sonja I. Bata, 1991.
- Thomas J. Bata, 1991.
- Laurent Beaudoin, 1997.
- Adam Beck, 2001.
- Michel Bélanger, 2006.
- Max Bell, 1986.
- Aldo Bensadoun, 2011.
- Charles Bentall, 1986.
- L.L.G. (Poldi) Bentley, 1982.
- Alfred J. Billes, 1990.
- J. William Billes, 1990.
- Henry Birks, 1982.
- Conrad Black, 1999.
- J. Armand Bombardier, 1979.
- Edmund C. Bovey, 1982.
- John L. Bragg, 2003.
- Jeffry H. Brock, 1984.
- Samuel Bronfman, 1982.
- Patrick Burns, 1981.
- André Chagnon, 2002.
- John Edward Cleghorn, 2008.
- John V. Clyne, 1989.
- Jack Lynn Cockwell, 2009.
- Albert D. Cohen, 1994.
- George A. Cohon, 1998.
- Jack Cooper, 1989.
- Jean Coutu, 1999.
- George Albertus Cox, 1993.
- Purdy Crawford, 2000.
- John Chalker Crosbie, 1985.
- David M. Culver, 2005.
- Samuel Cunard, 1989.
- Richard J. Currie, 2003.
- Camille A. Dagenais, 1988.
- Graham Day, 2006.
- Alphonse Desjardins, 1980.
- A. Ephraim Diamond, 1988.
- David Dunkelman, 1979.
- James Hamet Dunn, 1989.
- Timothy Eaton, 1983.
- John Robert Evans, 2005.
- Anthony S. Fell, 2010.
- Joseph Flavelle, 1980.
- Charles Frosst, 1992.
- Arthur D. Ganong, 1992.
- Nan-B de Gaspé Beaubien, 2009.
- Philippe de Gaspé Beaubien, 2009.
- Serge Godin, 2008.
- Peter Godsoe, 2002.
- George Gooderham, 1987.
- Donald Gordon, 1982.
- A. Jean de Grandpré, 1989.
- James K. Gray, 2005.
- Frank Griffiths, 1994.
- Charles L. Gundy, 2002.
- Richard Haskayne, 2004.
- Gerald R. Heffernan, 2000.
- Herbert Samuel Holt, 1980.
- C.D. Howe, 1987.
- Arthur Irving, 2008.
- John E. Irving, 2008.
- J.K. Irving, 2008.
- K.C. Irving, 1979.
- Henry N. R. Jackman, 2002.
- Stephen A. Jarislowsky, 2007.
- Roy Jodrey, 1987.
- Ron Joyce, 1999.
- Norman B. Keevil, 1991.
- Izaak Walton Killam, 1982.
- Leon Koerner, 1983.
- Murray Koffler, 1991.
- Édouard Lacroix, 1991.
- Guy Laliberté, 2011.
- Jacques Lamarre, 2010.
- Allen T. Lambert, 1985.
- Michael Lazaridis, 2009.
- Jean-Louis Lévesque, 1981.
- Theodore Loblaw, 1999.
- John Bayne Maclean, 1998.
- H.R. MacMillan, 1980.
- Frederick C. Mannix, 1979.
- Hart Massey, 1979.
- Joseph Masson, 1984.
- John R. McCaig, 2008.
- Wallace McCain, 1993.
- Harrison McCain, 1993.
- Grant McConachie, 1981.
- Gordon Roy McGregor, 2004.
- R. S. McLaughlin, 1984.
- Frank M. McMahon, 1980.
- William M. Mercer, 2003.
- Edwin Mirvish, 1995.
- John Molson, 1981.
- Samuel J. Moore, 1986.
- Peter Munk, 1997.
- William Neilson, 1994.
- A. Deane Nesbitt, 1987.
- Ted Newall, 2001.
- David P. O'Brien, 2004.
- Paul Paré, 1992.
- Jim Pattison, 1996.
- Edson Loy Pease, 1996.
- Pierre Péladeau, 2000.
- Henri Perron, 1992.
- Jean-Marie Poitras, 1988.
- Alfred Powis, 1996.
- David H. Race, 1994.
- James Armstrong Richardson, 1981.
- Muriel S. Richardson, 1981.
- Cedric E. Ritchie, 2000.
- Edward Samuel Rogers, 1994.
- Jean-Baptiste Rolland, 1985.
- Stephen B. Roman, 1989.
- Phillip S. Ross, 1984.
- John Roth, 2001.
- Joseph L. Rotman, 2009.
- Kenneth C. Rowe, 2010.
- Thomas A. Russell, 1987.
- T. A. Saint-Germain, 1983.
- Guy Saint-Pierre, 2001.
- John M. Schneider, 1990.
- Gerald W. Schwartz, 2004.
- Robert Scrivener, 1983.
- Joseph Segal, 2007.
- Isadore Sharp, 1998.
- J. R. Shaw, 1998.
- Frank H. Sherman, 1992.
- Clifford Sifton, 1985.
- George Simpson, 1988.
- Ian David Sinclair, 1985.
- Donald A. Smith, 1979.
- David F. Sobey, 2007.
- Donald C. R. Sobey, 2007.
- Frank H. Sobey, 1984.
- William Southam, 1995.
- Ronald D. Southern, 1995.
- Sam Steinberg, 1983.
- Frank Stronach, 1996.
- Allan R. Taylor, 2006.
- E. P. Taylor, 1990.
- J. Allyn Taylor, 1986.
- Paul M. Tellier, 2010.
- Roy H. Thomson, 1981.
- Ted Tilden, 1993.
- Walter B. Tilden, 1993.
- Noah Timmins, 1985.
- Antoine Turmel, 1986.
- Joseph Vachon, 1982.
- William Cornelius Van Horne, 1988.
- Max Ward, 1993.
- R. Howard Webster, 1990.
- W. Garfield Weston, 1980.
- Linton Red Wilson, 2010.
- Ray D. Wolfe, 1991.
- Geoffrey H. Wood, 1987.
- Charles A. Woodward, 1986.